# Guillermo V de Montpellier

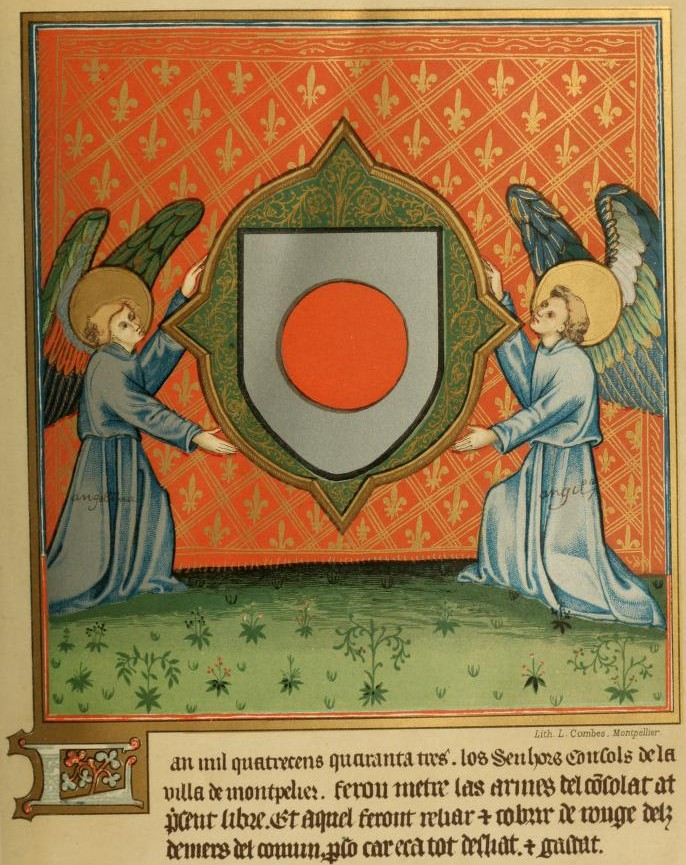
Escudo de armas de Monpellier en un tapiz

Guillermo V de Montpellier (1075-1121) fue un noble francés. A la muerte de su padre Guillermo IV en 1085, lo sucedió como señor de Montpellier, jurisdicción feudal del Languedoc con centro en la ciudad de Montpellier.

## Biografía
Poco después de la muerte de su padre, su madre, Ermengarde, abandonó Montpellier para casarse con el señor de Anduze, habiendo Guillermo IV confiado la tutela de su heredero a la abuela de este, Beliarde, y a sus familiares más allegados: Guillermo Arnaldo, Ramón Esteban, y Guillermo Aymoin. Así, tras un breve conflicto con el obispo de Maguelonne, Guillermo V rindió homenaje al obispo el 10 de diciembre de 1090 para ser posteriormente reconocido como señor de Montpellier.
Más tarde, Guillermo V atendió la llamada del papa Urbano II para unirse a la campaña de la Primera Cruzada bajo el estandarte de Raimundo IV de Tolosa. Asimismo, realizó una contribución destacada en la toma de Ma'arrat al-Numan, una pequeña localidad siria, en 1098.Tras la caída de Jerusalén en 1099, Guillermo se quedó en Tierra Santa durante algún tiempo, permaneciendo al lado de Godofredo de Bouillon, al que acompañó en la Batalla de Arsuf en diciembre. No regresaría a Montpellier hasta 1103, llevándose consigo una reliquia de San Cleofás.
A su vuelta, descubrió que los hermanos Aimoin, a los que había confiado la administración de su señorío durante su ausencia, habían usurpado muchos de sus derechos señoriales. Finalmente, se vio obligado a reconocer gran parte de su autoridad en detrimento de la suya propia, para poder mantener así su posición. Además, Guillermo IV de Montpellier formó parte del ejército de Ramón Berenguer III de Barcelona, autor de la Conquista cruzada de Mallorca a los moros, en 1114. El resto de su reinado estuvo marcado por la adquisición de territorios próximos que propiciaron la recuperación de la mayor parte de su poder, los cuales fueron Montarnaud, Cournonsec, Montferrier, Frontignan, Aumelas, Montbazin y Popian.
Por último, de su matrimonio con Ermensenda, hija de Pedro, conde de Melgueil, tuvo seis hijos:
- Guillermo VI
- Guillermo de Aumelas
- Bernardo, señor de Villeneuve
- Guillerma, esposa de Ramón Bernardo, conde de Melgueil
- Ermeniarda
- Adelaida